# Eicochrysops caeruleoarcuata
Eicochrysops caeruleoarcuata är en fjärilsart som beskrevs av Saalmüller 1884. Eicochrysops caeruleoarcuata ingår i släktet Eicochrysops och familjen juvelvingar. Inga underarter finns listade i Catalogue of Life.